# Ranchvale, Novi Meksiko
Ranchvale je naseljeno neuključeno područje u okrugu Curryju u američkoj saveznoj državi Novom Meksiku. 
Ime je prikupio United States Geological Survey između 1976. i 1981. u prvoj fazi prikupljenja zemljopisnih imena, a Informacijski sustav zemljopisnih imena (Geographic Names Information System) ga je unio u popis 13. studenoga 1980. godine.

## Zemljopis
Nalazi se na 34°29′33″N 103°19′8″W / 34.49250°N 103.31889°W

## Ostalo
U Ranchvaleu je djelovao poštanski ured od 1916. do 1917. s poštom za Clovis. U Ranchvaleu je baptistička crkva i osnovna škola.

## Vanjske poveznice
- Fotografije istočnog Novog Meksika i Llano Estacada  Arhivirana inačica izvorne stranice od 29. lipnja 2016. (Wayback Machine)